# Akira Narahashi
Akira Narahashi (名良橋 晃 Narahashi Akira?,  nacido el 26 de noviembre de 1971 en Chiba, Chiba) es un exfutbolista japonés. Jugaba de defensa y su último club fue el Shonan Bellmare de Japón.

## Trayectoria

### Clubes
| Club               | País  | Año         |
| ------------------ | ----- | ----------- |
| Fujita Industries  | Japón | 1990 - 1993 |
| Bellmare Hiratsuka | Japón | 1994 - 1996 |
| Kashima Antlers    | Japón | 1997 - 2006 |
| Shonan Bellmare    | Japón | 2007        |

### Selección nacional
| Selección | País  | Año         |
| --------- | ----- | ----------- |
| Absoluta  | Japón | 1994 - 2003 |

## Estadísticas

### Selección nacional
Fuente:
| Selección de Japón | Selección de Japón | Selección de Japón |
| Año                | Part.              | Goles              |
| ------------------ | ------------------ | ------------------ |
| 1994               | 1                  | 0                  |
| 1995               | 9                  | 0                  |
| 1996               | 0                  | 0                  |
| 1997               | 13                 | 0                  |
| 1998               | 9                  | 0                  |
| 1999               | 0                  | 0                  |
| 2000               | 0                  | 0                  |
| 2001               | 0                  | 0                  |
| 2002               | 2                  | 0                  |
| 2003               | 4                  | 0                  |
| Total              | 38                 | 0                  |

#### Participaciones en fases finales
| Torneo                         | Sede      | Resultado        | Partidos | Goles |
| ------------------------------ | --------- | ---------------- | -------- | ----- |
| Juegos Asiáticos de 1994       | Hiroshima | Cuartos de final | —        | —     |
| Copa Mundial de Fútbol de 1998 | Francia   | Primera fase     | 3        | 0     |
| Copa Confederaciones 2003      | Francia   | Primera fase     | 0        | 0     |

## Palmarés

### Títulos nacionales
| Título             | Club               | País  | Año  |
| ------------------ | ------------------ | ----- | ---- |
| Copa del Emperador | Bellmare Hiratsuka | Japón | 1994 |
| Supercopa de Japón | Kashima Antlers    | Japón | 1997 |
| Copa J. League     | Kashima Antlers    | Japón | 1997 |
| Copa del Emperador | Kashima Antlers    | Japón | 1997 |
| Supercopa de Japón | Kashima Antlers    | Japón | 1998 |
| J1 League          | Kashima Antlers    | Japón | 1998 |
| Supercopa de Japón | Kashima Antlers    | Japón | 1999 |
| Copa J. League     | Kashima Antlers    | Japón | 2000 |
| J1 League          | Kashima Antlers    | Japón | 2000 |
| Copa del Emperador | Kashima Antlers    | Japón | 2000 |
| J1 League          | Kashima Antlers    | Japón | 2001 |
| Copa J. League     | Kashima Antlers    | Japón | 2002 |

### Títulos internacionales
| Título               | Club (*)           | Sede     | Año  |
| -------------------- | ------------------ | -------- | ---- |
| Recopa de la AFC     | Bellmare Hiratsuka | Yokohama | 1995 |
| Copa de Campeones A3 | Kashima Antlers    | Tokio    | 2003 |

(*) Incluyendo la selección

### Distinciones individuales
| Distinción        | Año  |
| ----------------- | ---- |
| J. League Best XI | 2001 |